# 16245 Katielu
16245 Katielu è un asteroide della fascia principale. Scoperto nel 2000, presenta un'orbita caratterizzata da un semiasse maggiore pari a 3,192566 UA e da un'eccentricità di 0,153203, inclinata di 4,211950° rispetto all'eclittica. Ha un diametro di 7,341 km.